# Luke Martínez
Lucas Wayne Martínez Counts, detto Luke (Bismarck, 24 agosto 1990), è un cestista statunitense con cittadinanza messicana, professionista in NBDL e in Europa.

## Palmarès

### Squadra
- Coppa Intercontinentale: 1

Flamengo: 2022

### Individuale
- MVP Coppa Intercontinentale: 1

Flamengo: 2022